# 10775 Leipzig
10775 Leipzig este un asteroid din centura principală, descoperit pe 15 ianuarie 1991, de Freimut Börngen.